# Voormalige Stadstimmertuin 4-6

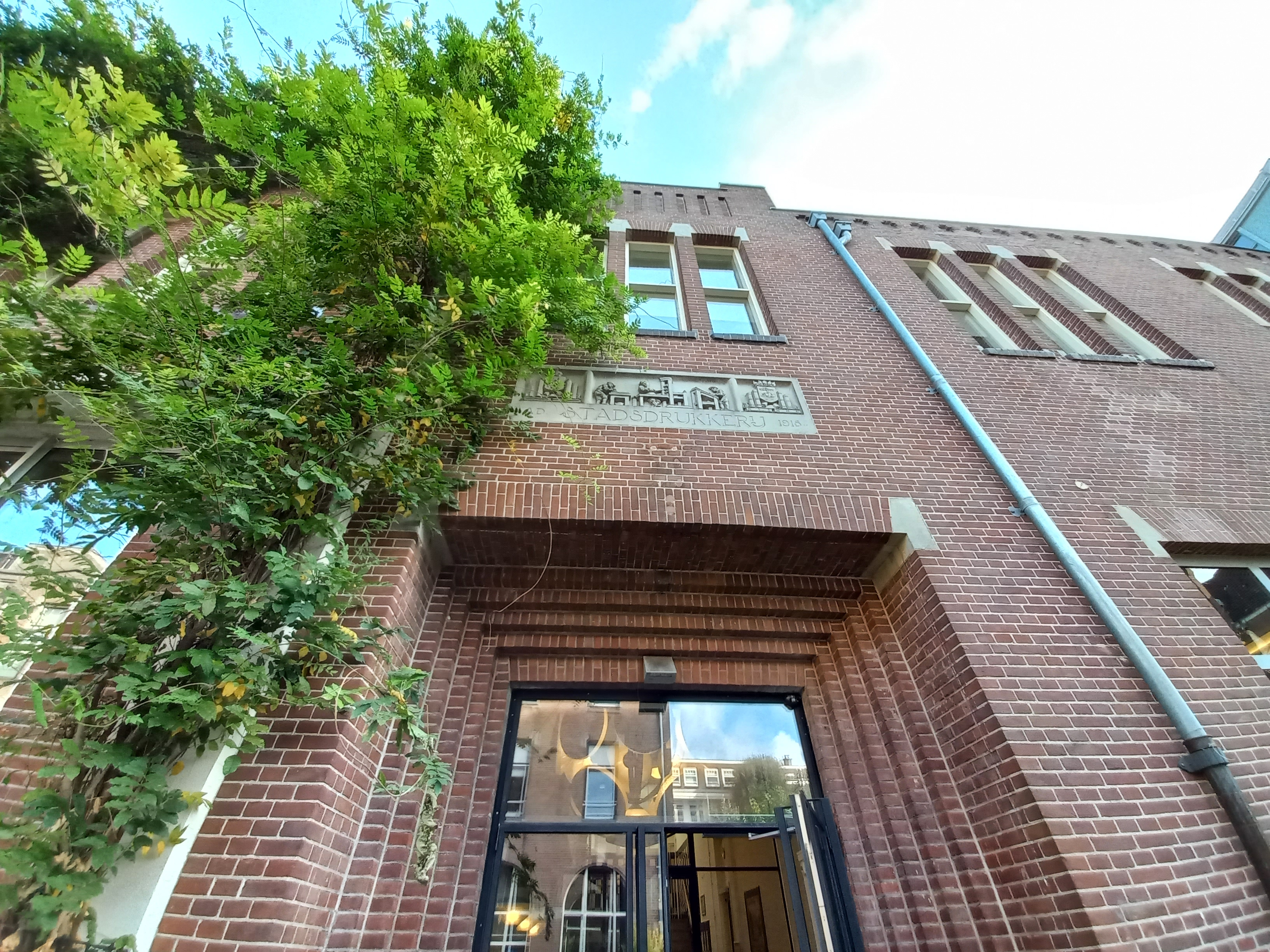
Gevelsteen (oktober 2022)

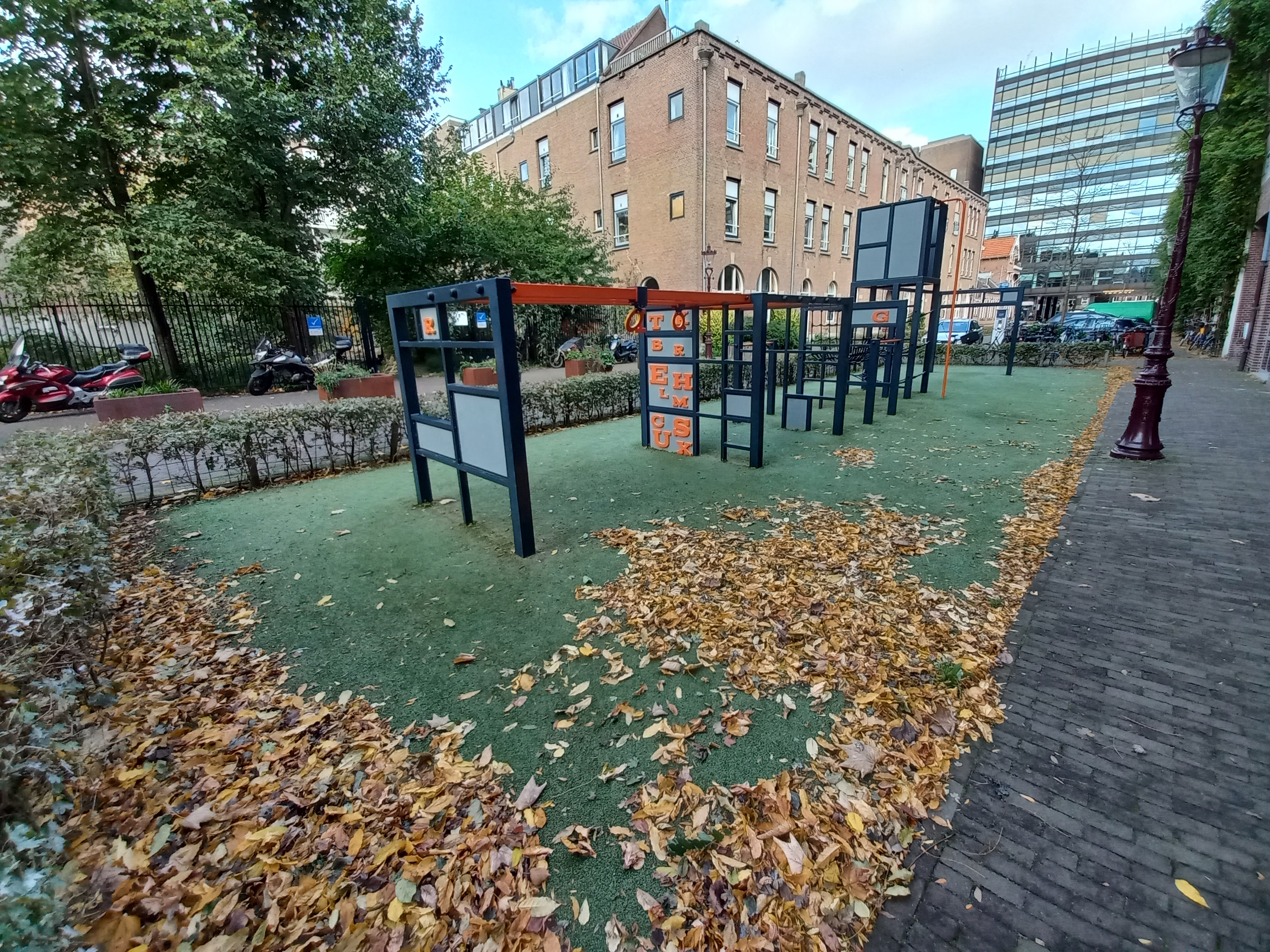
Speelplaats (oktober 2022)

Voormalige Stadstimmertuin 4-6 te Amsterdam is een gebouw aan de straat Voormalige Stadstimmertuin te Amsterdam-Centrum.

## Gebouw
Die genoemde stadstimmertuinen en ook de schuitenmakerswerf vertrokken vanaf 1898 en 1899 naar een complex aan de Van Reigersbergenstraat in Amsterdam Oud-West. In de nasleep daarvan werd er in 1900 opdracht gegeven enkele gebouwen (gebouwen 1-4) te slopen.  Dit volgde op een aanbesteding in 1899 voor de bouw van een noodschool op het terrein. Er volgden aan de kant van de Amstel al vrij vlot twee schoolgebouwen op Voormalige Stadstimmertuin 1 en Voormalige Stadstimmertuin 2. Veel later zocht de Gemeente Amsterdam een nieuwe plek voor haar stadsdrukkerij aan de Nes dat te klein werd maar bovendien de nieuw te plaatsen drukmachines niet kon dragen. Er werd (opnieuw) geopteerd voor het braakliggend terrein tussen de Weesperstraat en Amstel, dat de Dienst der Publieke Werken al die tijd had vrijgehouden.
Er werd gewerkt tussen september 1915 en mei 1916 aan een ontwerp van de Publieke Werken; het gebouw sluit naadloos aan bij het schoolgebouw op nummer 2, ook door de dienst ontworpen. Achteraf werd geconstateerd dat het gebouw van de stadsdrukkerij een sober karakter heeft, opvallendst is echter de geringe hoogte ten opzichte van de breedte. Er kwamen “slechts’ twee bouwlagen onder een plat dak. Alleen de linkerzijde van het gebouw heeft een derde verdieping. Het bouwjaar 1916 wijst toch qua bouwstijl voornamelijk richting het rationalisme van Hendrik Petrus Berlage. Het gebouw werd in verband met de werkzaamheden in drieën gedeeld. Links van de ingang was de boekbinderij, rechts de drukkerij met daarbovenop de zetterij en aanverwante diensten (kantoren). Het gebouw kon met enige vertraging in november 1916 in gebruik worden genomen.  Enige exterieure versiering betreft een gevelsteen boven de entree; een reliëf met drukambachten geplaatst tussen het Wapen van Amsterdam (tussen boeken) en een Amsterdams koggeschip/hulk, alsmede AD 1915. Ontwerper vooralsnog onbekend.
Het gebouw was als zodanig bijna een eeuw in gebruik. Kunstenares Fré Cohen werkte er tussen 1929 en 1932. De stadsdrukkerij werd rond 2002 geprivatiseerd en verhuisde vervolgens naar een bedrijfspand aan de Donauweg; het ging in 2014 failliet. Het werd vervolgens groots ingrijpend verbouwd om het geschikt te maken voor een andere gemeentelijke dienst: Resultaatverantwoordelijke Eenheid Vastgoed.
Een gemeentelijk of rijksmonument werd het tot dusver niet (gegevens 2023).

## Speelplaats
Bij een herinrichting van de straat plaatste Boer Play uit Nieuwendijk speelobjecten die verwijzen naar het voormalige gebruik van het gebouw. Het geheel ziet eruit als een grote letterbak.